# Nowosady (gmina Zabłudów)
Nowosady – wieś w Polsce położona w województwie podlaskim, w powiecie białostockim, w gminie Zabłudów.
Wieś magnacka hrabstwa zabłudowskiego położona była w końcu XVIII wieku  w powiecie grodzieńskim województwa trockiego. W latach 1975–1998 miejscowość należała administracyjnie do województwa białostockiego.
Wierni kościoła rzymskokatolickiego należą do parafii św. Apostołów Piotra i Pawła w Zabłudowie, a wierni kościoła prawosławnego do parafii Zaśnięcia Najświętszej Maryi Panny również w Zabłudowie.